# Синдром Мартина — Белл
Синдро́м Ма́ртина — Белл (синдром ломкой X-хромосомы, fragile X syndrome, FraX (от англ. fragile — хрупкий, ломкий)) — наследственное заболевание.
Развитие синдрома связано с экспансией единичных тринуклеотидов (ЦГГ) в Х-хромосоме и приводит к недостаточной экспрессии белка FMR1, который необходим для нормального развития нервной системы. Существует четыре основных состояния хромосомного участка, подверженного нарушениям при синдроме ломкой Х-хромосомы, которые относятся к удлинению повторяющихся последовательностей ЦГГ. Нормальное количество повторов (отсутствие синдрома) — от 29 до 31. Премутация — от 55 до 200 повторов (синдром не развивается). Полная мутация — более 200 повторов (обычно от 230 до 4000), при которой проявляется синдром. Промежуточное состояние, или аллели серой зоны, — от 40 до 60 повторов.

## История
В 1943 году Джеймсом Мартином (James Purdon Martin) и Джулией Белл впервые была описана семья, где умственная отсталость наследовалась сцепленно с полом. В этой английской семье 11 умственно отсталых детей мужского пола с психическим возрастом 2—4 года родились у интеллектуально нормальных матерей. В двух случаях относительно небольшой интеллектуальный дефицит был у женщин этого семейства. В 1969 году Hebert Lubs, проводя цитогенетическое обследование, выявил у больного синдромом Мартина-Белл вторичную перетяжку на длинном плече Х-хромосомы в локусе Xq27-28.
Частота распространения — 1:1000—1:2000 новорожденных мальчиков.

## Этиология

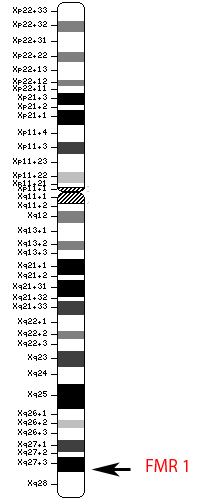
Положение гена «FMR1» на Х-хромосоме.

Синдром ломкой Х-хромосомы развивается в результате мутации гена FMR1 в Х-хромосоме. Мутация в этом гене встречается приблизительно у одного из 2000 мужчин и у одной из 259 женщин. Распространённость непосредственно заболевания — приблизительно 1 из 4000 мужчин и 6000 женщин.
Экспансия повторяющихся кодонов ЦГГ приводит к гиперметилированию ДНК в промоторе гена FMR1 и, как следствие, фактическому прекращению его экспрессии.
Как предполагают, аномальное метилирование промотора гена FMR1 в локусе Хq27.3 является причиной формирования сайта ломкости Х-хромосомы. По этому цитогенетическому признаку синдром Мартина — Белл получил своё второе название — синдром ломкой Х-хромосомы.
Мутация гена FMR1 приводит к подавлению транскрипции белка FMR1. У здоровых индивидов FMR1, как считают, регулирует значительную популяцию мРНК: FMR1 играет важную роль в обучении и запоминании, а также принимает участие в развитии аксонов, формировании синапсов, появлении и развитии нервных связей.

## Наследование
Синдром ломкой Х-хромосомы — сцепленное с полом доминантное заболевание с редуцированной пенетрантностью.
Мужчины имеют одну Х-хромосому, соответственно, если она содержит мутантный аллель, у носителя развивается заболевание. Женщины несут две Х-хромосомы, таким образом, их шанс получить нормальный аллель удваивается. Женщина с мутантным геном FMR1 может иметь симптомы болезни или быть здоровой. Несмотря на то, что вторая Х-хромосома может служить резервной копией, только одна Х-хромосома активна в каждой отдельной клетке, вследствие инактивации второй.
Мужчина с ломкой Х-хромосомой не может передать её ни одному из сыновей, только всем дочерям. Женщина с одной мутантной хромосомой имеет одинаковые шансы передать её как дочерям, так и сыновьям с вероятностью 50 %. Наследование синдрома ломкой Х-хромосомы обычно увеличивается с каждым новым поколением, это явление получило название парадокса Шерман.

## Патогенез
В начале 1990-х годов было осуществлено секвенирование гена синдрома Мартина — Белл. Полученные результаты показали, что в основе клинических проявлений и цитогенетически выявляемой ломкости X-хромосомы при этом заболевании лежит многократное увеличение числа тринуклеотидных повторов ЦГГ. Оказалось, что у здоровых индивидов число этих повторов в X-хромосоме колеблется от 6 до 54, а увеличение этого числа свыше 200 повторов приводит к феномену ломкой X-хромосомы и клиническому проявлению заболевания. Предмутационное состояние — когда повторов ЦГГ от 55 до 200: заболевание у таких людей в типичной форме не проявляется, но высока вероятность того, что оно проявится у их потомков.
Экспансия тринуклеотидных повторов происходит во время гаметогенеза. Переход от состояния предмутации к полной мутации возможен только при передаче гена от матери, то есть «утяжеление» аллеля происходит во время овогенеза.

## Клиническая картина

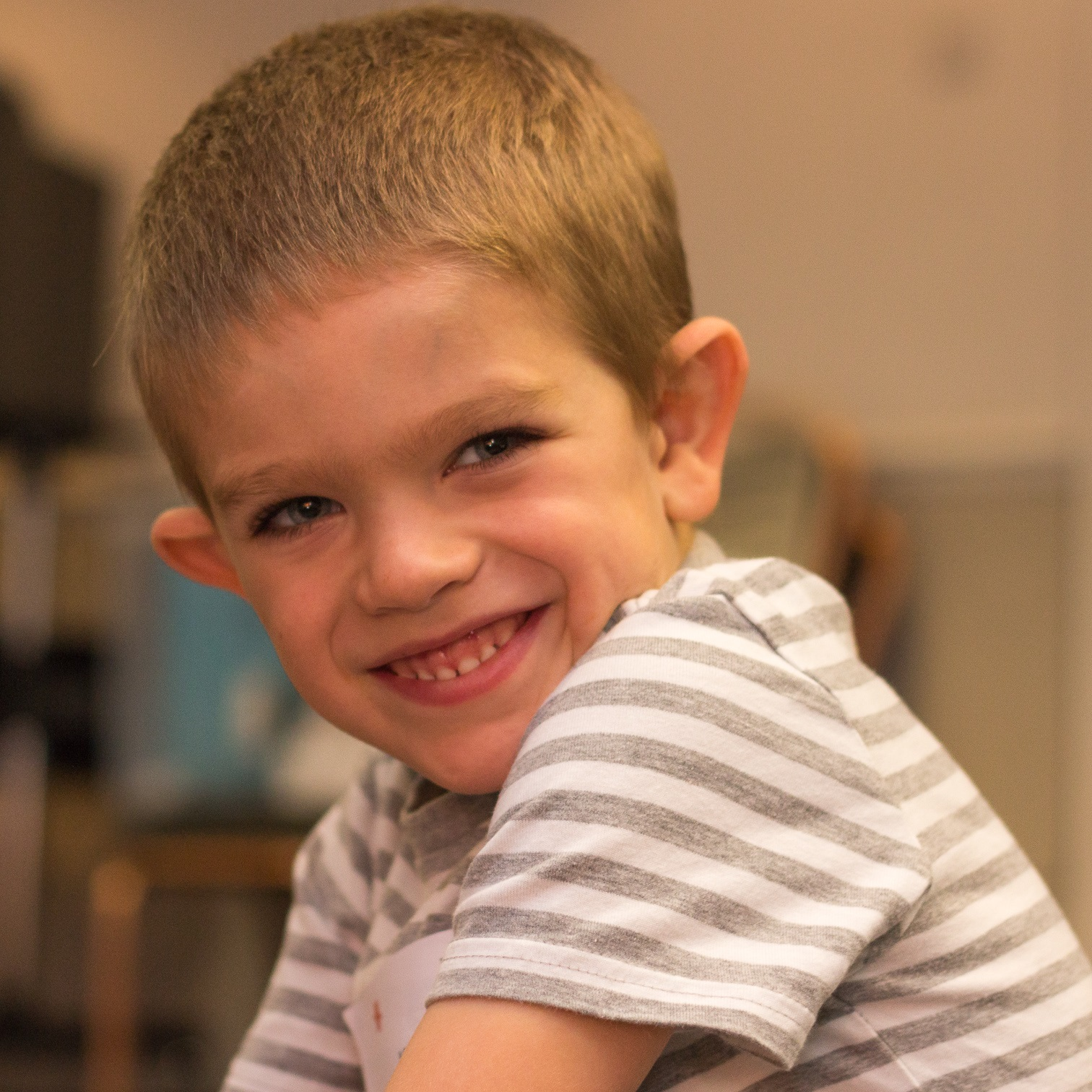
Мальчик с синдромом Мартина — Белл

Мальчики рождаются с большой массой тела — от 3,5 до 4 кг. Первым признаком, который заставляет заподозрить заболевание, является макроорхизм (увеличение размеров яичек) при отсутствии эндокринной патологии. Также есть определённые фенотипические признаки: большая голова с высоким и широким лбом, длинное лицо с увеличенным подбородком, несколько уплощённая средняя часть лица, тупой, слегка клювовидно загнутый кончик носа. Уши большие, иногда оттопыренные, низко расположенные. Кисти и стопы широкие, дистальные фаланги пальцев также широкие, суставы имеют повышенную подвижность. Кожа нередко гиперэластична. Часто встречаются светлоокрашенные радужные оболочки, светлые волосы. Не обязательно встречаются все признаки — могут быть один или несколько.
Неврологическая симптоматика неспецифична, определяется как и у всех детей с умственной отсталостью. Наблюдается некоторая мышечная гипотония, дискоординация движений. Также могут быть глазодвигательные, пирамидные и экстрапирамидные нарушения.
Главным симптомом синдрома является интеллектуальное недоразвитие и своеобразная речь. Такие больные говорят быстро, сбивчиво, имеются выраженные эхолалии и персеверации (бормочущая речь). Степень умственной отсталости при синдроме Мартина — Белл колеблется между средней и лёгкой умственной отсталостью.
Также могут быть нарушения поведения в виде агрессивности, двигательной расторможенности. В качестве одной из частых психопатологических особенностей отмечена симптоматика, напоминающая аутистическую: стереотипии, эхолалия, мутизм, самоповреждения, трудно устанавливаемый зрительный контакт и непереносимость прикосновений. Однако в отличие от аутистов, эти дети стремятся к общению. Встречаются также подпрыгивания, похлопывания руками, повороты вокруг своей оси, встряхивание кистями, «манежный» бег, разнообразные гримасы, монотонное хныканье.
Кроме вышеописанного у таких детей могут быть признаки раннего детского аутизма.

## Диагностика

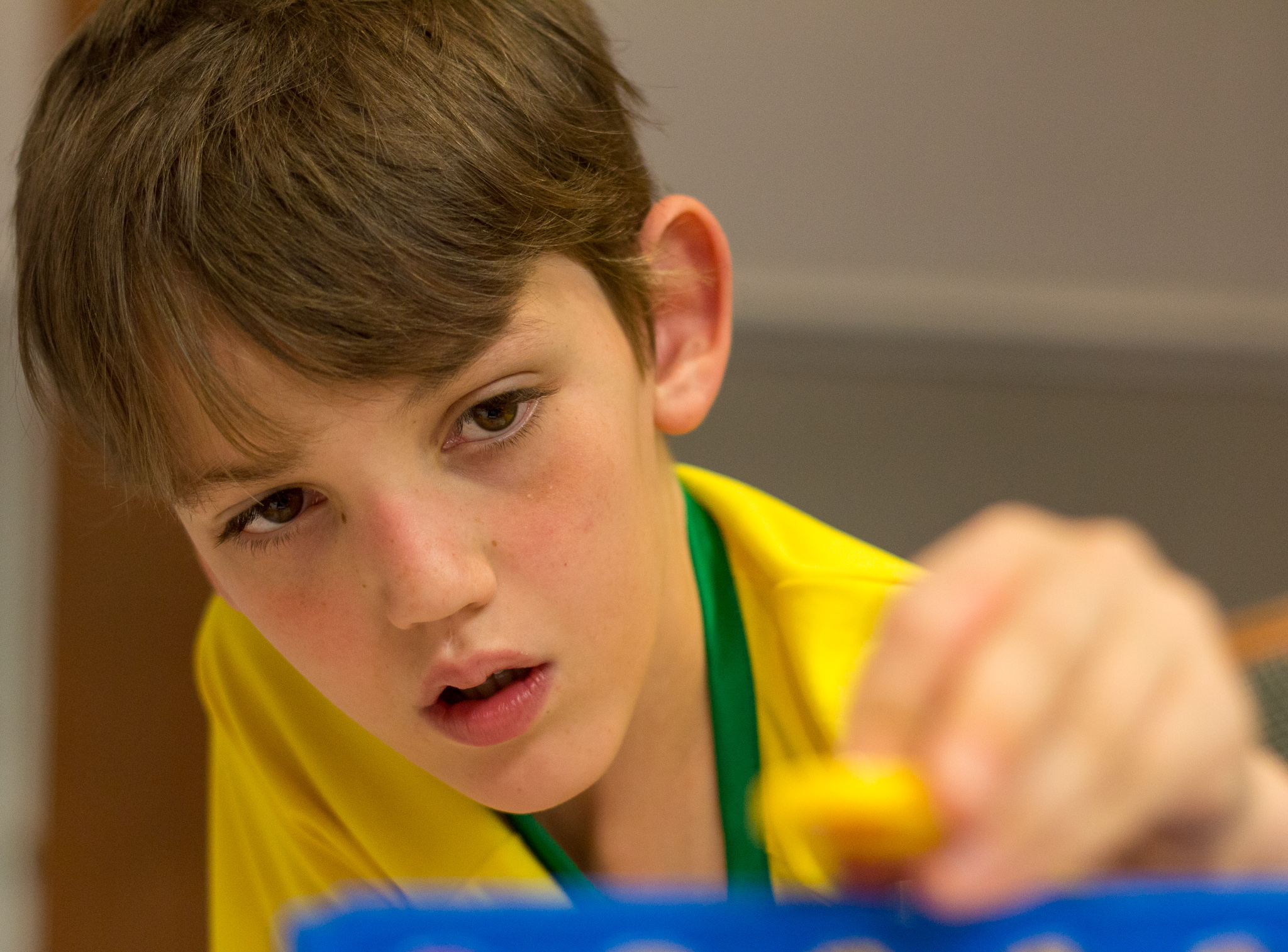
Характерными особенностями синдрома являются удлинённое лицо, большие или выступающие уши и низкий мышечный тонус.

Синдром хрупкой Х-хромосомы диагностируется путём определения количества ЦГГ-повторов и их статуса метилирования с помощью эндонуклеазной рестрикции и саузерн-блоттинга.
Это заболевание относится к болезням экспансии (экспансия — резкое увеличение числа копий повторяющихся участков молекулы ДНК (повторы) у индивидов в последующих поколениях родословной). Феномен экспансии числа тринуклеотидных повторов (ЦГГ) был впервые обнаружен как раз при молекулярно-генетическом исследовании этого синдрома.
Ранее диагноз синдрома Мартина-Белл основывался на данных клинико-генеалогического анализа и результатах цитогенетического исследования клеток больного, выращенных на специальной среде с дефицитом фолиевой кислоты. В случае обнаружения поломок X-хромосомы в локусе Xq27.3 диагноз синдрома не вызывает сомнений.

## Лечение
Лечения для синдрома ломкой Х-хромосомы не существует, однако есть надежда, что дальнейшие исследования причин заболевания предоставят новые возможности терапии. В настоящее время симптомы можно облегчить с помощью когнитивно-поведенческой терапии, специфического обучения, медикаментов и, при необходимости, лечения физических аномалий. Лица, имеющие случаи синдрома ломкой Х-хромосомы в семье, должны получить генетическое консультирование при планировании беременности.
Поскольку в эксперименте обнаружение ломкости удалось обнаружить в среде, бедной фолатами, было предложено лечить таких детей фолиевой кислотой.
Эффект от лечения у детей выражен больше, чем у взрослых: пропадает агрессия, повышается внимание, улучшается моторика и речь.
Также пробуют лечить таких больных психостимуляторами.